# The Crash (película de 2017)
The Crash es una película del género suspense, escrita y dirigida por Aram Rappaport y producida por Hilary Shor, protagonizada por Frank Grillo, Dianna Agron, AnnaSophia Robb, John Leguizamo, Minnie Driver, Maggie Q y Ed Westwick. 

## Sinopsis
La historia sigue a un ex hombre de Wall Street (Frank Grillo), reclutado por el Secretario de Hacienda para detener el ataque cibernético que amenaza la economía estadounidense. El experto financiero acepta la gran responsabilidad que conlleva el arriesgado trabajo, el cual desempeña junto a su mujer (Minnie Driver), que le ayuda a reunir a un grupo de inadaptados, al que se le delegará la importante misión de salvar el país de la ruina.

## Reparto
- Frank Grillo como Guy Clifton.
- Minnie Driver como Shannon Clifton.
- Dianna Agron como Amelia Rhondart.
- AnnaSophia Robb como Creason Clifton.
- Ed Westwick como Ben.
- John Leguizamo como George.
- Maggie Q como Hilary.
- Mary McCormack como Sarah Schwab.
- Christopher McDonald como Del Banco.

## Producción

### Desarrollo
Aram Rappaport dirigió la película con un guion que escribió y desarrolló con la ayuda de Hilary Shor. Los dos comenzaron a desarrollar el guion durante el rodaje de la película de Shor, The Paperboy. "Los recientes acontecimientos transcurridos dentro de nuestro gobierno federal de hacer esta película tópica y conmovedora. Creo que todos nos estamos preguntando qué va a pasar con nuestro dinero", dijo Shor sobre lo que les inspiró para la película.

### Elenco
El 29 de octubre de 2013, se anunció que Frank Grillo y Minnie Driver serían los protagonista de A Conspiracy on Jekyll Island como una pareja casada. Dianna Agron, John Leguizamo, Ed Westwick, y Maggie Q se unirá a ellos. El 25 de noviembre de 2013, se informó de que AnnaSophia Robb se uniría al reparto. Agron dijo que su personaje es "mucho más agresiva" que sus papeles anteriores.

### Rodaje
El rodaje comenzó en Chicago en noviembre de 2013. El rodaje empezó en diciembre de 2013.